# Color (NEWS의 음반)
《color》(컬러)는 NEWS의 3번째 정규 음반이다.

## 개요
- 전작 《pacific》 이후 약 1년 만의 음반.
- 〈weeeek〉부터 〈Happy Birthday〉까지 4곡의 싱글이 수록되었다.
- 초회 한정반과 통상반 앨범 커버가 다르며, 초회 한정반에는 32페이지의 소책자와 14곡이 수록되었으며, 통상반에는 16페이지의 소책자와 보너스 트랙 포함 15곡이 수록되어 있다.
- 《pacific》에 이어 주간 오리콘 차트 1위를 획득하였다.

## 수록곡
1. weeeek
작사·작곡: GReeeeN / 편곡: 스즈키 마사야, JIN
2. STARDUST
작사: nami, PA-NON / 작곡: 와타나베 타쿠야 / 편곡: 나카노 유타
3. SUMMER TIME
작사: zopp / 작곡: Red-T / 편곡: NAOKI-T / 랩 작사: LOWARTH
4. SNOW EXPRESS
작사: 다테 아유미 / 작곡: 야마시타 타츠로 / 편곡: Stefan Engblom, Axel Bellinder / 랩 작사: 야마시타 토모히사
5. Forever
작사: 키즈키 미히로 / 작곡: 노이 요지 / 편곡: 나카니시 료스케 / 랩 작사: 히로이즘 / 코러스: 카와무라 유미
6. MOLA - 야마시타 토모히사
작사·작곡·편곡: Daisuke "D.I" Imai / string arrangement: 클래셔 키무라
7. ケセナイ / 지우지 못한 - 테고시 유야, 니시키도 료, 카토 시게아키
작사: Azuki / 작곡·편곡: 후쿠시 겐타로 / string arrangement: 클래셔 키무라
8. ordinary - 니시키도 료
작사·작곡: 니시키도 료 / 편곡: 니시키도 료, 하야시베 나오키
9. みんながいる世界をひとつに 愛をもっとGive & Takeしましょう / 모두가 있는 세상을 하나로 사랑을 좀 더 Give & Take합시다 - 마스다 타카히사, 야마시타 토모히사, 코야마 케이치로
작사: zopp / 작곡: 히로이즘 / 편곡: 스즈키 마사야
10. ムラリスト / 무라리스토 - 코야마 케이치로, 카토 시게아키
작사·작곡: 키노시타 토모야 / 편곡: 오쿠보 카오루
11. 太陽のナミダ / 태양의 눈물
작사·작곡: 카와노 미치오 / 편곡: m-takeshi / string arrangement: CHICA strings / 코러스: 타카하시 테츠야
12. Smile Maker
작사·작곡: 0 SOUL 7 / 편곡: 스즈키 마사야 / 코러스: Ko-saku
13. Happy Birthday
작사: SEAMO / 작곡: SEAMO, Shintaro"Growth"Izutsu / 편곡: Shintaro"Growth"Izutsu / 플러스 & string arrangement: 오츠보 나오키
14. FLY AGAIN
작사: Azuki / 작곡: 히로이즘 / 편곡: NAOKI-T
15. 永遠色の恋 / 영원한 색의 사랑 (통상반 한정)
작사: m-takeshi / 작곡: Stefan Aberg, Shusui / 편곡: 나카니시 료스케

## 차트 최고 순위
- 주간 최고 순위 1위 (오리콘 차트)
- 2008년 12월간 4위 (오리콘 차트)
- 2008년 연간 순위 51위 (오리콘 차트)
- 등장 횟수 14회 (오리콘 차트)